# Lomographa inamata
Lomographa inamata är en fjärilsart som beskrevs av Walker 1861. Lomographa inamata ingår i släktet Lomographa och familjen mätare. Inga underarter finns listade i Catalogue of Life.

## Bildgalleri

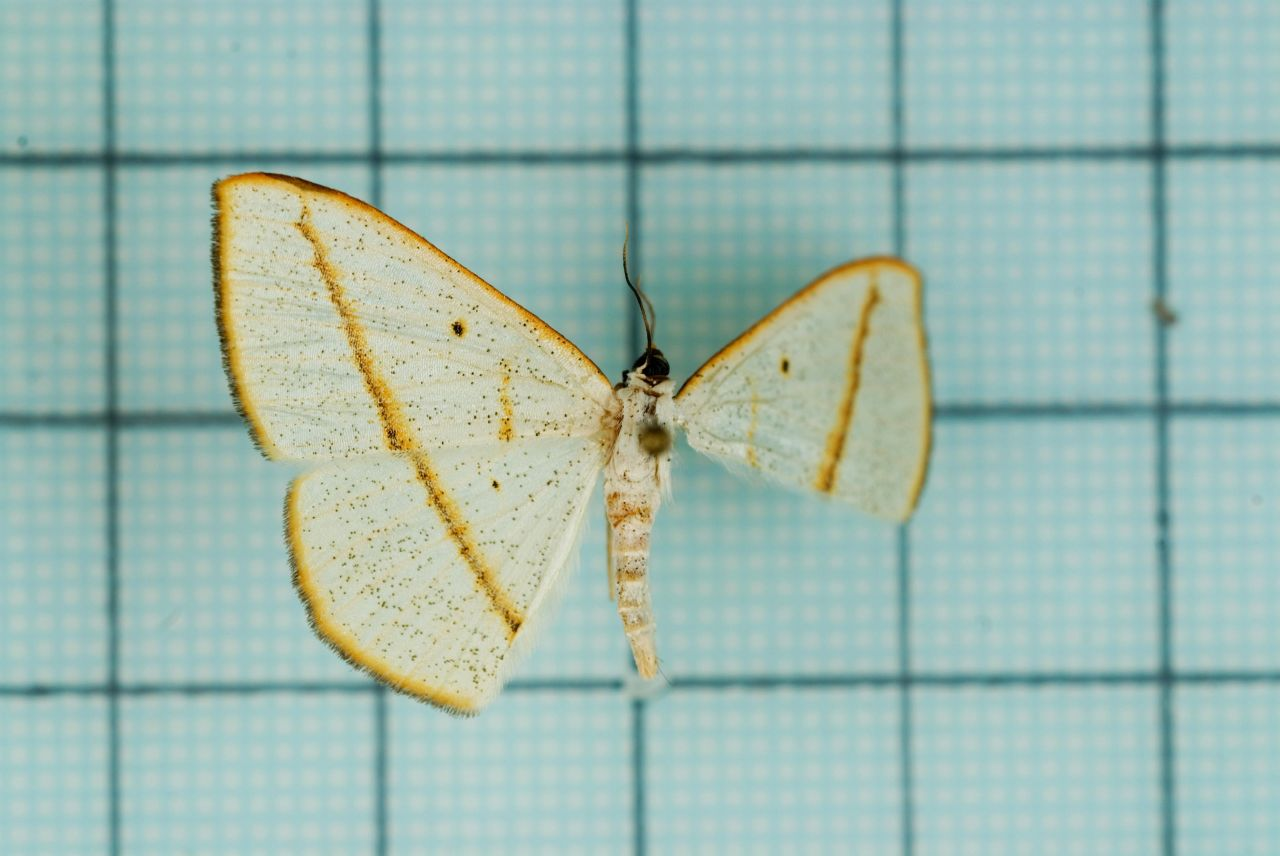